# Jung Jo-gook
Đây là một tên người Triều Tiên, họ là Jung.
Jung Jo-gook (tiếng Hàn: 정조국; Hanja: 鄭助國; sinh ngày 23 tháng 4 năm 1984) là một cầu thủ bóng đá Hàn Quốc thi đấu cho Gangwon FC.

## Sự nghiệp câu lạc bộ

### FC Seoul
Năm 2003, sau khi tốt nghiệp trường Trung học Daesin và rời khỏi đội bóng, Jung Jo-Gook gia nhập FC Seoul (sau đó còn được biết với tên Anyang LG Cheetahs), nơi anh thi đấu ở vị trí tiền đạo cho đội bóng. Anh ghi 12 bàn sau 32 trận trong mùa giải ra mắt và nhận được giải thưởng Lính mới xuất sắc nhất năm của K League năm 2003. Tuy nhiên, phong độ tốt không kéo dài lâu và anh trải qua giai đoạn khó khăn đến năm 2007 vì chấn thương liên tục. Ở nửa sau năm 2008, anh trở lại với màn trình diễn tốt và ghi 8 bàn sau 14 lần ra sân. Tại K League 2010, sau 7 năm anh lại có số bàn thắng lên đến 2 chữ số và giúp FC Seoul lên ngôi vô địch mùa giải 2010.

### AJ Auxerre
Sau khi cùng với FC Seoul có được danh hiệu K League, Jung đồng ý gia nhập đội bóng tại Ligue 1 của Pháp AJ Auxerre.
Sau khi chấp thuận hợp đồng của Auxerre, anh trở thành cầu thủ Hàn Quốc thứ ba thi đấu tại Ligue 1. Ngày 3 tháng 1 năm 2010, Jung ký bản hợp đồng 2,5 năm. Anh ra mắt cho AJ Auxerre trước ES Wasquehal ngày 8 tháng 1 năm 2011, vào sân từ ghế dự bị ở phút thứ 62 trong thất bại 1–2 trên sân khách tại Cúp bóng đá Pháp. Ngày 29 tháng 1 năm 2011, Jung ra mắt tại Ligue 1 cho AJ Auxerre, vào sân từ ghế dự bị ở phút thứ 85 trong thất bại 2–0 trước SM Caen.
Trong mùa giải 2010–11, Jung ra sân 15 lần với tư cách cầu thủ dự bị cho Auxerre, ghi 2 bàn thắng. Tuy nhiên, anh mất suất ở đội 1 ngay cả vị trí dự bị trong mùa giải 2011–12, và sau đó ký hợp đồng với kình địch tại Ligue 1 AS Nancy ngày 16 tháng 9 năm 2011, theo dạng cho mượn đến hết mùa giải.

### Trở lại FC Seoul
Ngày 6 tháng 7 năm 2012, Jung Jo-gook trở lại FC Seoul và thi đấu đến năm mùa giải 2015 ngoại trừ Ansan Police FC vì nghĩa vụ quân sự.

### Gwangju FC
Ngày 11 tháng 1 năm 2016, Jung Jo-gook gia nhập Gwangju FC. Anh có màn trình diễn tốt và có mùa giải thành công nhất trong sự nghiệp khi ghi 20 bàn sau 31 trận. Nhờ đó, anh đoạt danh hiệu Vua phá lưới K League

## Sự nghiệp quốc tế
Jung Jo-Gook bắt đầu sự nghiệp tại đội tuyển quốc gia từ đội tuyển U-17, tham gia tất cả các cấp độ (U-20 và U-23) và nay là đội tuyển quốc gia. Theo một số người hâm mộ, đây là 'khóa học ưu tú' ở đội tuyển quốc gia Hàn Quốc. Anh cũng tham gia Giải vô địch bóng đá trẻ thế giới 2003 during this time.

### Bàn thắng quốc tế
Tỉ số và kết quả liệt kê bàn thắng của Hàn Quốc trước.
| #  | Ngày                | Địa điểm                                          | Đối thủ           | Tỉ số | Kết quả | Giải đấu                          |
| -- | ------------------- | ------------------------------------------------- | ----------------- | ----- | ------- | --------------------------------- |
| 1. | 16 tháng 8 năm 2006 | Sân vận động Bóng đá Trung Sơn, Đài Bắc, Đài Loan | Đài Bắc Trung Hoa | 2–0   | 3–0     | Vòng loại Cúp bóng đá châu Á 2007 |
| 2. | 6 tháng 9 năm 2006  | Sân vận động World Cup Suwon, Suwon, Hàn Quốc     | Đài Bắc Trung Hoa | 2–0   | 8–0     | Vòng loại Cúp bóng đá châu Á 2007 |
| 3. | 6 tháng 9 năm 2006  | Sân vận động World Cup Suwon, Suwon, Hàn Quốc     | Đài Bắc Trung Hoa | 4–0   | 8–0     | Vòng loại Cúp bóng đá châu Á 2007 |
| 4. | 6 tháng 9 năm 2006  | Sân vận động World Cup Suwon, Suwon, Hàn Quốc     | Đài Bắc Trung Hoa | 8–0   | 8–0     | Vòng loại Cúp bóng đá châu Á 2007 |

## Thống kê sự nghiệp câu lạc bộ
Tính đến 12 tháng 1 năm 2015
| Thành tích câu lạc bộ | Thành tích câu lạc bộ     | Thành tích câu lạc bộ     | Giải vô địch | Giải vô địch | Cúp              | Cúp              | Cúp Liên đoàn              | Cúp Liên đoàn              | Châu lục | Châu lục  | Tổng cộng | Tổng cộng |
| Mùa giải              | Câu lạc bộ                | Giải vô địch              | Số trận      | Bàn thắng    | Số trận          | Bàn thắng        | Số trận                    | Bàn thắng                  | Số trận  | Bàn thắng | Số trận   | Bàn thắng |
| Hàn Quốc              | Hàn Quốc                  | Hàn Quốc                  | Giải vô địch | Giải vô địch | Cúp KFA          | Cúp KFA          | Cúp Liên đoàn              | Cúp Liên đoàn              | Châu Á   | Châu Á    | Tổng cộng | Tổng cộng |
| --------------------- | ------------------------- | ------------------------- | ------------ | ------------ | ---------------- | ---------------- | -------------------------- | -------------------------- | -------- | --------- | --------- | --------- |
| 2003                  | Anyang LG Cheetahs        | K League                  | 32           | 12           | 0                | 0                | -                          | -                          | -        | -         | 32        | 12        |
| 2004                  | FC Seoul                  | K League                  | 18           | 2            | 2                | 5                | 12                         | 6                          | -        | -         | 32        | 13        |
| 2005                  | FC Seoul                  | K League                  | 16           | 3            | 2                | 1                | 10                         | 0                          | -        | -         | 28        | 4         |
| 2006                  | FC Seoul                  | K League                  | 17           | 4            | 3                | 1                | 10                         | 2                          | -        | -         | 30        | 7         |
| 2007                  | FC Seoul                  | K League                  | 12           | 2            | 3                | 0                | 7                          | 3                          | -        | -         | 22        | 5         |
| 2008                  | FC Seoul                  | K League                  | 14           | 8            | 0                | 0                | 7                          | 1                          | -        | -         | 21        | 9         |
| 2009                  | FC Seoul                  | K League                  | 21           | 7            | 1                | 1                | 4                          | 0                          | 7        | 4         | 33        | 12        |
| 2010                  | FC Seoul                  | K League                  | 26           | 12           | 1                | 0                | 3                          | 1                          | -        | -         | 30        | 13        |
| Pháp                  | Pháp                      | Pháp                      | Giải vô địch | Giải vô địch | Cúp bóng đá Pháp | Cúp bóng đá Pháp | Cúp Liên đoàn bóng đá Pháp | Cúp Liên đoàn bóng đá Pháp | Châu Âu  | Châu Âu   | Tổng cộng | Tổng cộng |
| 2010–11               | AJ Auxerre                | Ligue 1                   | 15           | 2            | 1                | 0                | 0                          | 0                          | -        | -         | 16        | 2         |
| 2011–12               | AJ Auxerre                | Ligue 1                   | 1            | 0            | 0                | 0                | 0                          | 0                          | -        | -         | 1         | 0         |
| 2011–12               | AS Nancy (mượn)           | Ligue 1                   | 20           | 2            | 1                | 0                | 0                          | 0                          | -        | -         | 21        | 2         |
| Hàn Quốc              | Hàn Quốc                  | Hàn Quốc                  | Giải vô địch | Giải vô địch | Cúp KFA          | Cúp KFA          | Cúp Liên đoàn              | Cúp Liên đoàn              | Châu Á   | Châu Á    | Tổng cộng | Tổng cộng |
| 2012                  | FC Seoul                  | K League Classic          | 17           | 4            | 0                | 0                | -                          | -                          | -        | -         | 17        | 4         |
| 2013                  | Ansan Police FC           | K League Challenge        | 24           | 9            | 1                | 0                | -                          | -                          | -        | -         | 25        | 9         |
| 2014                  | Ansan Police FC           | K League Challenge        | 11           | 7            | 0                | 0                | -                          | -                          | -        | -         | 11        | 7         |
| 2014                  | FC Seoul                  | K League Classic          | 2            | 0            | 1                | 0                | -                          | -                          | N/A      | N/A       | 3         | 0         |
| 2015                  | FC Seoul                  | K League Classic          | 11           | 1            | 1                | 2                | -                          | -                          | 6        | 2         | 18        | 5         |
| 2016                  | Gwangju FC                | K League Classic          | 31           | 20           | 0                | 0                | -                          | -                          | 0        | 0         | 31        | 20        |
| Tổng cộng             | Sự nghiệp FC Seoul        | Sự nghiệp FC Seoul        | 186          | 55           | 14               | 10               | 53                         | 13                         | 13       | 6         | 266       | 84        |
| Tổng cộng             | Sự nghiệp AJ Auxerre      | Sự nghiệp AJ Auxerre      | 16           | 2            | 1                | 0                | 0                          | 0                          | 0        | 0         | 17        | 2         |
| Tổng cộng             | Sự nghiệp AS Nancy        | Sự nghiệp AS Nancy        | 20           | 2            | 1                | 0                | 0                          | 0                          | 0        | 0         | 21        | 2         |
| Tổng cộng             | Sự nghiệp Ansan Police FC | Sự nghiệp Ansan Police FC | 35           | 16           | 1                | 0                | 0                          | 0                          | 0        | 0         | 36        | 16        |
| Tổng cộng             | Sự nghiệp Gwangju FC      | Sự nghiệp Gwangju FC      | 31           | 20           | 0                | 0                | 0                          | 0                          | 0        | 0         | 31        | 20        |
| Tổng cộng sự nghiệp   | Tổng cộng sự nghiệp       | Tổng cộng sự nghiệp       | 288          | 95           | 17               | 10               | 53                         | 13                         | 13       | 6         | 371       | 124       |

## Danh hiệu

### Câu lạc bộ
FC Seoul
- K League Vô địch (2): 2010, 2012
- K League Á quân (1): 2008
- Cúp FA Vô địch (1): 2015
- Cúp FA Á quân (1): 2014
- Cúp Liên đoàn Vô địch (2): 2006, 2010
- Cúp Liên đoàn Á quân (1): 2007

### Cá nhân
- Lính mới xuất sắc nhất năm của K League: 2003
- Vua phá lưới Cúp Quốc gia Hàn Quốc: 2004
- Vua phá lưới K-League: 2016